# Ben Seidman
Ben Seidman (Milwaukee, 1 de desembre de 1984) és un il·lusionista, actor, comediant i consultor creatiu estatunidenc. És l'única persona nomenada mag resident a l'hotel casino Mandalay Bay de Las Vegas. El 2013 Seidman coprotagonitzà el programa televisiu Magic Outlaws de Travel Channel. Després del seu debut en televisió, va ensenyar trucs de màgia a Johnny Knoxville per a la seva pel·lícula Jackass Presents: Bad Grandpa. Les actuacions de Seidman destaquen pels seus originals efectes màgics, exemples dels quals es van poder veure al programa Criss Angel Mindfreak del canal A&E, protagonitzat per Criss Angel, on Seidman va ser un guionista i assessor durant tres temporades. Com a intèrpret, Seidman viatja arreu del món amb el seu espectacle en directe. A Los Angeles, actua a The Magic Castle (Hollywood) i al The Comedy & Magic Club (Hermosa Beach).
L'estiu de 2011 Seidman residí a la ciutat sueca d'Estocolm per escriure i dirigir per a Sveriges Television el programa Helt Magiskt, l'adaptació del britànic The Magicians, emès per la BBC. Poc després, Seidman va retornar a Estocolm per treballar amb Charlie Caper creant un espectacle utilitzant iPads. The video has over 3.36 million hits on YouTube.